# Marketing de posicionamento na internet
O Marketing de posicionamento na internet (MPI) refere-se a um conjunto de estratégias e técnicas de SEO - do inglês, Search Engine Optimization ou otimização para mecanismos de busca (português brasileiro).
Essa metodologia visa o posicionamento orgânico de palavras-chave nos principais motores de busca por meio de um processo pré estabelecido, onde a característica principal é a criação de landing pages com conteúdos específicos sobre o assunto referente a  palavra-chave a ser posicionada e com CTAs para a conversão dos usuários.
O conteúdo é um fator muito importante na estratégia do MPI, os textos devem ser relevantes e originais, levando informação de qualidade aos usuários que acessam com o intuito de vender o produto ou serviço a que ele se refere.
Essa metodologia foi criada e difundida pela empresa Ideal Marketing a partir de 2013 e desde então ganhou muitos adeptos dessa técnica[carece de fontes?], por trazer técnicas avançadas de  posicionamento dentro de um padrão pré estabelecido, o método se torna mais rápido[carece de fontes?] e mais barato[parcial?], podendo trazer maiores resultados comparados a técnicas de SEO aplicadas isoladamente[carece de fontes?].

## Histórico
Marketing é um processo social e gerencial pelo qual indivíduos e grupos obtêm o que necessitam e desejam através de criação, oferta e troca de produtos de valor com outros.
Como dito anteriormente, o método MPI pode ser considerado uma evolução das técnicas de SEO[parcial?]. Desta forma, todas as ações de otimização para mecanismos de busca como a qualidade do conteúdo, tamanho, títulos e URL otimizados, fazem parte do Marketing de Posicionamento na Internet, em que a característica principal é a criação de landing pages para a conversão dos usuários
O método é inovador dentro do Marketing Digital[parcial?] e é utilizado atualmente por milhares de empresas de diferentes setores[carece de fontes?].

## MPI vs Link patrocinado
Links patrocinados são anúncios pagos que aparecem acima da busca orgânica, os mais utilizados hoje em dia são os anúncios no Google Adwords, do Google. A diferença é que neste tipo de estratégia, cada vez que o anúncio recebe um clique, você é cobrado pelo valor correspondente aquela palavra-chave.
Na busca orgânica, uma vez que o site estiver posicionado, não será cobrado por cliques, porém é preciso manter um monitoramento constante[carece de fontes?] e ações dentro e fora do site[carece de fontes?] para fortalecer a relevância e manter o posicionamento[carece de fontes?].

## Palavras-Chave
Entre os fatores analisados pelos buscadores para ranquear determinado site estão as palavras-chave. A escolha das melhores palavras-chave, as que realmente são buscadas pelos usuários com intenção de compra, é um dos pilares para a técnica de MPI, Marketing de Posicionamento na Internet.

## Conteúdo
Um bom conteúdo para estratégia de MPI deve fazer uso das palavras-chave de forma adequada. Além disso o conteúdo deve ser relevante e único e também vender o produto com o máximo de informações relevantes para o usuário.
Criar um esqueleto do texto, seguir etapas de criação, pesquisar referências, inserir linkagens e depois de tudo revisar o conteúdo são etapas de suma importância para criação de um texto de boa qualidade.